# Ode to the Temple of Sound
Ode to the Temple of Sound is een compositie van Alan Hovhaness. De muziek is een gevolg van een opdracht voor een ouverture tijdens het inwijdingsconcert van de (toen) nieuwe Jones Hall of Performing Arts in Houston, dat plaatsvond in 1966. Het beoogd symfonieorkest van het Houston Symphony Orchestra onder leiding van John Barbirolli. Al met al een Amerikaanse combinatie, de muziek is nauwelijks Amerikaans te noemen. Hovhaness had net een muziekstudie gevolgd in het Verre Oosten, de muziek is dan ook verwant met Gagakumuziek. Het enige Westerse is het toegepaste instrumentarium.
De muziek is binnen de Gagaku wel geheel Hovahness; hymnes worden afgewisseld met fuga's en canons. Zij volgen elkaar zonder onderbreking op in dit 12 minuten durend werkje. Het werk beleefde haar eerste uitvoering tijdens het openingsconcert van 2 oktober 1966 in een programma met Maurice Ravels Daphnis et Chloé, met een herhaling op 3 oktober.

## Orkestratie
- 3 dwarsfluiten, 3 hobo's, 2 klarinetten, 2 fagotten
- 4 hoorns, 3 trompetten, 3 trombones, 1 tuba
- pauken, percussie 1 of 2 harpen, celesta
- violen, altviolen, celli, contrabassen

## Discografie
- Uitgave Centaur Records: Frost Symphony onder leiding van Chung Park in een opname van november 2006